# Nyssa
Nyssa es un género con 40 especies de plantas con flores perteneciente a la familia Cornaceae. Es originaria de Asia, más concretamete, del Himalaya y se distribuye desde China hasta Malasia y, en América, desde Canadá hasta Centroamérica.

## Descripción
Tiene la corteza gris oscura, dividida en segmentos por profundas fisuras. Hojas a menudo agrupadas cerca del ápice de las ramas; lámina membranácea o casi coriácea, los márgenes generalmente enteros. Inflorescencias axilares, pedunculadas. Flores estaminadas en racimos agregados; lobos del cáliz diminutos; pétalos 5-10; estambres 8-15, generalmente en 2 verticilos en el borde del disco, las anteras con dehiscencia longitudinal. Flores estaminadas y estériles o solitarias pistiladas en inflorescencias de 2 o más flores, pedunculadas; tubo floral adnato al ovario; lobos del cáliz 5 o ausentes; estambres a menudo ausentes; disco nectarífero cónico o ligeramente aplanado en el ápice; gineceo 1(2)-carpelar, el estilo 1(2), el estigma reflexo, el ovario generalmente 1-locular. Drupa carnosa; endocarpo leñoso, estriado o alado, a veces escasamente alado.

## Taxonomía
El género fue descrito por Carlos Linneo y publicado en Species Plantarum 2: 1058. 1753. La especie tipo es: Nyssa aquatica

## Especies seleccionadas
- Nyssa aquatica
- Nyssa biflora
- Nyssa javanica
- Nyssa leptophylla
- Nyssa ogeche
- Nyssa sinensis
- Nyssa sylvatica - Tupelo
- Nyssa ursina
- Nyssa yunnanensis[4]